# Bethersden
Bethersden – wieś w Anglii, w hrabstwie Kent, w dystrykcie Ashford. Leży 23 km na południowy wschód od miasta Maidstone i 75 km na południowy wschód od centrum Londynu. Miejscowość liczy 1443 mieszkańców.